# هيمنة العين

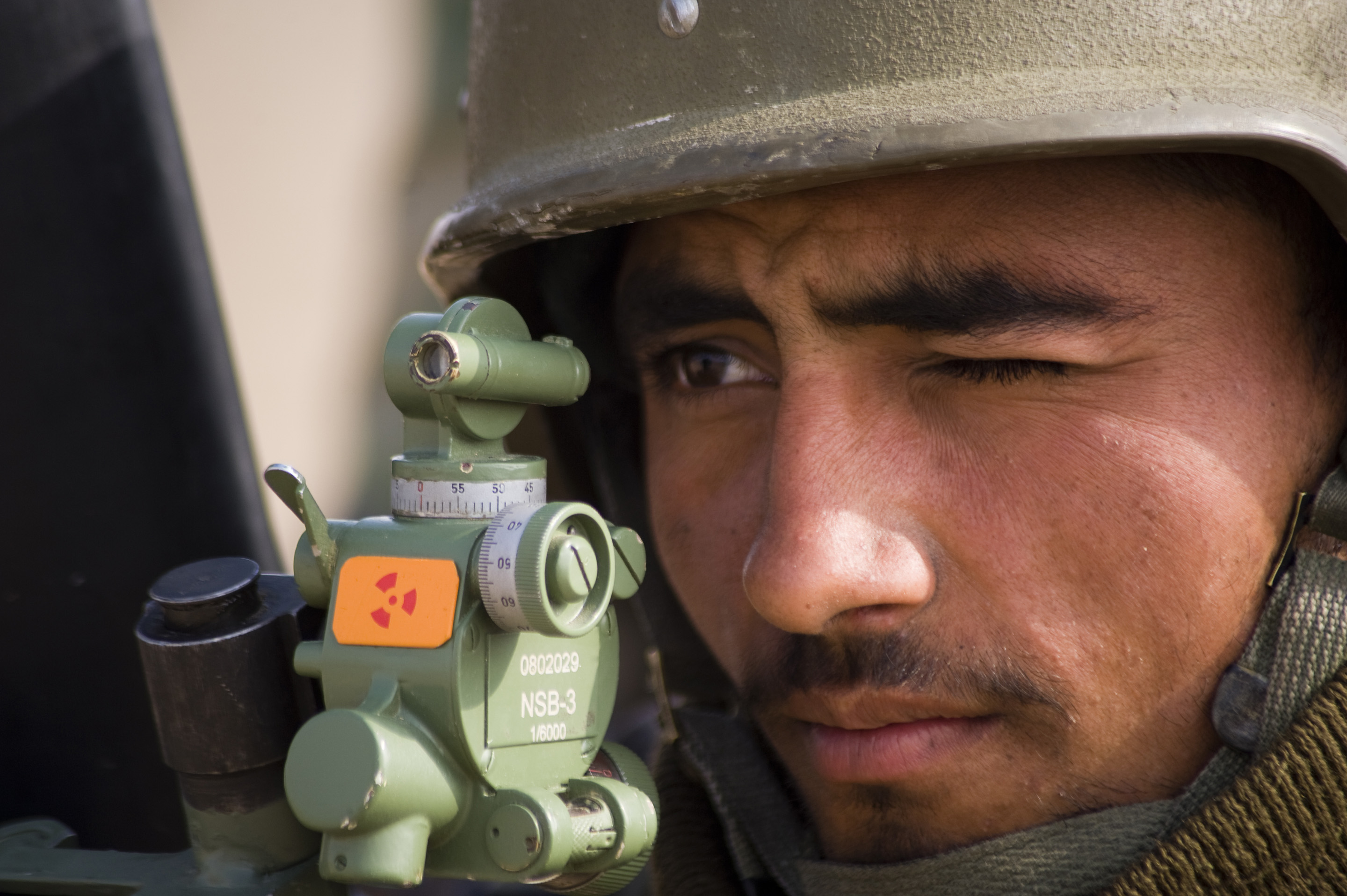

هيمنة العين وتسمى أحيانا تفضيل العين   هو الميل إلى تفضيل المدخلات البصرية من عين واحدة عن الأخرى.  يتشابه هذا  إلى حد كبير مع  تفضيل استخدام اليدَ اليمنى أو اليسرى ومع ذلك، فإن الجانب المهيمن للعين واليد المهيمنة لا يتطابقان دائمًا. وهذا لأن نصفي الدماغ يتحكمان في العينين معًا، ولكن يأخذ كل نصف مسؤولية نصف مجال الإبصار، وبالتالي نصف مختلف من شبكية العين (انظر جهاز الإبصار للحصول على  مزيد من التفاصيل). وبالتالي لا يوجد قياس مباشر بين هيمنة اليد وهيمنة العين.
يتمتع ما يقرب من ثلثي السكان بهيمنة العين اليمنى بينما يتمتع الثلث المتبقي بهيمنة العين اليسرى،  ومع ذلك لا يمتلك جزء صغير من السكان أي هيمنة لكلتا العينين. يبدو أن الهيمنة تتغير اعتمادًا على اتجاه البصر بسبب تغير حجم الصورة على شبكية العين.  كما يبدو أن هناك انتشارًا أعلى لهيمنة العين اليسرى في أولئك الذين يعانون من متلازمة ويليام،  وربما في أولئك الذين يعانون كذلك من الصداع النصفي. يتم تصنيف هيمنة العين على أنها «ضعيفة» أو «قوية»؛  بينما يتسبب الغمش أو الحول في الحالات الخطيرة.
اكتشف أن العين المهمينة غالبًا ما تعاني أكثر من قصر النظر عن العين الأخرى في حالات قصر النظر المتفاوت الانكسار(أي اختلاف مدى قصر النظر بين العينين). أما بالنسبة لحالات ازدواج الرؤية، فقد ثبت افتقار الاعتقاد الشائع بأن العين التي ترى أفضل تكون هي المهمنة إلى الأساس التجريبي.

## الأهمية
عادةً ما يوجد تأثير التزيح في حالات ازدواج الرؤية، وبالتالي فإن العين المهيمنة هي تلك التي تعتمد أساسا على دقة المعلومات الموضعية. قد يكون هذا مهم للغاية في الألعاب الرياضية التي تتطلب مثل هذا الهدف، مثل الرماية بالقوس والسهم ولعبة الرشق بالسهام أو رياضة الرماية. ينبغي أن تتمتع العين المهيمنة واليد المهيمنة بنفس الفكرة.
وقد تم التأكيد على فائدة الهيمنة المتباينة (حيث تكون العين المهيمنة على جانب واليد المهمنة على الجانب الآخر)  في الألعاب الرياضية التي تتطلب الوقوف الجانبي (مثل البيسبول والكريكيتوالغولف); ومع ذلك، أظهرت الدراسات في غضون السنوات ال 20 الماضية أن هذا ليس السبب. أظهرت إحدى الدراسات على لاعبي البيسبول المحترفين في عام 1998 أن أنماط هيمنة العين واليد  لم تظهر أي تأثير على متوسط الركض أو رمي الكرات. وبالمثل، وجدت دراسة في جنوب أفريقيا في عام 2005، أن «لاعبي الكريكيت لم تزدد احتمالية امتلاكهم هيمنة متباينة» عن السكان الطبيعيين.
تعتبر هيمنة العين أحد الاعتبارات الهامة في التنبؤ برضا المريض بعد عمليات التصحيح الجراحية لعتمة العدسة  أحادية الرؤية   والجراحات الانكسارية، بالإضافة إلى جراحات الليزر ووضع العدسات اللاصقة.

## التحديد
يتم تحدد العين المهيمنة عن طريق المحاذاة الذاتية لاثنين من الأغراض على تفاوت فراغي خلفة منطقة بانوم،  وهناك العديد من الطرق للقيام بذلك:
1. اختبار ميل: يمد الملاحظ كلا ذراعيه، ويقبض كلتا يديه ويترك فتحة صغيرة بينهما، وينظر من خلال تلك الفتحة الضيقة إلى شيء بعيد.ثم يقفل الملاحظ العين الأخرى بالتبادل.ثم يتناوب أي الملاحظ في غلق العينين بالتبادل أو سحب إحداهما إلى الرأس لتحديد العين التي ترى الغرض (أي العين المهيمنة). [21][22][23]
2. اختبار بورتا: يمد المراقب ذراعًا واحدة، ثم يحاذي بالإبهام أو السبابة وكلتا العينين مفتوحتين أي غرض بعيد. ثم يتناوب الملاحظ في غلق العينين بالتبادل أو سحب إحداهما إلى الرأس لتحديد العين التي ترى الغرض المتحرك (أي العين المهيمنة).[24][25]
3. طريقة دولمان، والمعروفة أيضًا باسم اختبار الثقب في البطاقة. يُعطى الشخص بطاقة صغيرة مع ثقب صغير في المنتصف، ويُطلب منه أن يحملها بكلتا يديه، ثم يُطلب منه أن ينظر من خلالها إلى غرض بعيد. ثم يتناوب الملاحظ في غلق العينين بالتبادل أو سحب إحداهما إلى الرأس  لتحديد العين التي ترى الغرض المتحرك (أي العين المهيمنة).
4. اختبار التقاء الرؤية عند النظر عن قرب. يركز الشخص مع غرض متحرك تجاه الأنف حتى يحدث تباعد إحدى العينين (العين الغير مهيمنة). ويعتبر هذا اختبار موضوعي لتحديد  العين الهيمنة.
5. بعض أغراض التصوير ثلاثي الأبعاد.[26]
6. اختبار الثقب.[27]
7. ا ختبار الحلقة.[28]
8. تقنية تعفير العدسةː يركز الشحص على غرض بعيد بكلتا العينين المفتوحتين ويحاول أن يقترب من تصحيح الصورة. ثم توضع عدسة بقوة تكبير +2.00 +2.50  بالتناوب أمام كل عين، والتي تطمس رؤية الأغراض البعيدة. ثم يطلب من الشخص تحديد العين المتعرضة لعدم وضوح الرؤية بصورة أكبر. وتكون تلك هي العين المهيمنة.
9. اختبار تماسك انفصال الرؤية يحدد أيضًا بدقة العين المهيمنة.[29]
10. النظر إلى طرف الأنف يحدد أيضًا العين المهيمنة المستخدمة في النظر عن قرب.

## العلاج
يمكن تغيير هيمنة العين بقمع مجال رؤية العين المهيمنة. يمكن تحقيق هذا باسستخدام لاصقة تصحيح الإبصار، مع شريط لاصق حول مجال اللاصقة.
تعتبر جراحة العين بالليزر شكل آخر من أشكال العلاج.[بحاجة لتوضيح]
 لايُشترط للاصقة العين أن تكون سوداء لحجب كل الضوء ولا تحتاج العين المهيمنة إلى أن تبقى مغلقة. توفر لاصقة العين للعين المهيمنة مجال بصري ثابت لا يحتوي على شيء ذو أهمية إبصارية تُذكر للدماغ مما يضطر الدماغ للاعتماد على العين الكسولة للإبصار.
تسبب هذه التجربة  تهيج وإجهاد مرتدي لاصقة العين لانخفاض مقدرته الإبصارية وذلك حتى يستطيع الدماغ التكيف على عدم استخدام العين المهيمنة.